# Franco Tavera
Franco Tavera es una comunidad rural del estado mexicano de Guanajuato, que forma parte del municipio de Santa Cruz de Juventino Rosas, el cual pertenece a la Zona Metropolitana de Celaya  y se encuentra localizado al sureste del territorio del estado.

## Localización y demografía
La comunidad de Franco Tavera se encuentra localizada al sureste del territorio de Santa Cruz de Juventino Rosas, sobre la carretera que une a la carretera municipal con la ciudad de Celaya, Juventino Rosas se encuentra a unos ocho kilómetros al noroeste y la ciudad de Celaya a unos 20 kilómetros al sureste. En las inmediaciones de Franco Tavera se encuentran otras localidades como San Antonio de Romerillo, San José de Manantiales o San Antonio de Morales.
Sus coordenadas geográficas son 20°36′23″N 100°55′44″O / 20.60639, -100.92889 y se encuentra a una altitud de 1 749 metros sobre el nivel del mar.
De acuerdo con el Censo de Población y Vivienda de 2010 realizado por el Instituto Nacional de Estadística y Geografía, tiene una población total de 1 622 habitantes, de los que 882 son mujeres y 740 son hombres.